# George & A.J.
George & A.J. ist ein von Pixar kreierter Kurzfilm, der 2009 produziert wurde. Er basiert auf dem Film Oben. Es wird gezeigt, was die Pfleger George und A.J. erleben, nachdem Carl Fredricksen zusammen mit seinem Haus abhebt.

## Handlung
Der Kurzfilm beginnt mit einer Szene aus dem Film Oben, bei der die Pfleger George und A.J. an der Tür von Carl Fredricksen klopfen um ihn abzuholen und ins Altenheim zu bringen. Sekunden später fliegt er jedoch mit tausenden Ballons weg. Die Tat ermutigt andere Rentner, sich ebenfalls aus dem Staub zu machen. Als die Pfleger weitere abholen wollen, machen diese sich auf verschiedenste Weise auf den Weg.